# Кашина Пелада (Комо)
Кашина Пелада је насеље у Италији у округу Комо, региону Ломбардија.
Према процени из 2011. у насељу је живело 171 становника. Насеље се налази на надморској висини од 401 м.